# Dimos Domokos
Dimos Domokos (Domokos) är en kommun i Grekland.   Den ligger i prefekturen Fthiotis och regionen Grekiska fastlandet, i den centrala delen av landet, 170 km nordväst om huvudstaden Aten. Antalet invånare är 11 495.